# 尸解
尸解，又称之为羽化、形解销化、解化、蜕解等，来自于道教对于灵魂的信仰。
传统道教认为修道之人在修行一定程度之后灵魂能够「脫劫飛昇」，而尸解则是其中的一种形式。

## 定义

### 基本含义
尸解在道教中有不同的观点，但共同之处在于都是指修行的道士留下“遗体”离开俗世。
有些派別認為，留下的遗体并不是真的尸体，而是用一件物品变化而成。这样的人被视为已经成仙得道，遗体经过一段时间变回原型，或者一并消失。

### 死亡尊称
尸解一词在世俗意义上等同于人的死亡。
《漢語大詞典》定义尸解为“谓道徒遗其形骸而仙去。”
并援引小说《花月痕》中的对话: 「生死者人之常事，就像那草木春荣秋落一般，成仙的尸解，成佛的坐化，总是一死。」
由此提出坐化和尸解都是出家人死亡的尊称。

### 否定论
汉代王充否定了道教的许多价值观。对于尸解这一升仙观念他从根本上否定了其宗教含义，提出：
如果尸解的意思是身体死亡精神离去了，和普通的死亡并无两样；
如果意思是身体不死只是皮肤脱了一层，学道之人死亡之后即使骨肉还在，和平常的一具尸体也并无两样。
这是对死亡的一种不切实际的说法。

### 假死说
另一些道教文籍提出：尸解实际上是其实就是假死状态，不是真的死亡。修道之人之所以尸解是为了用自己的死断绝他人往来，以及让心怀不轨之人因为见识死亡而打消修道的念头。
各种道经上也间接引证了尸解就是伪造死亡假象这一观点。提出一般尸解的“尸体”死亡迹象不明确。看着还像活人，脚不发青、皮肤不发皱、眼睛不落光、头发掉光变得不像原来的样子都是尸解。

## 种类
根据道教典籍的记载，尸解有不同种类。不同点在于用不同的物件创造遗体，在不同的时间和用不同的方式尸解。

### 按遗体分
- 竹解、杖解

使用竹杖是尸解中较为通常的做法之一，也是讲究颇多的一种尸解。如“尸解神杖法”就是杖解的一种，要求取面向阳光的竹子，七尺之长而制成作为替代自己尸身的神杖。

中国古代有以竹子为图腾，以及竹崇拜的文化，因此竹制品被认为可以助人尸解，野史多有“开棺无尸，唯一青竹杖”的传说记载。除了作为替身外，竹还被视为有化龙、治病、去污、御敌等功效。

- 剑解

使用宝剑作为遗体，甚至特别锻造宝剑，是尸解之中比较高级的做法。
如果想要隐居在山中，找机会升仙而又不想做天官，只想隐藏行踪浪迹天涯的人，应该修学剑尸解。

据说尸解仙一般不能返回家乡看望亲人，否则被天地的三官抓住遣离，而剑解的仙人则例外。

### 按时间分
白天尸解称为上尸解，晚上则是下尸解，傍晚则成为了地下主者。

### 按方式分
- 兵解

尸解之中又有稱為兵解者，指修道者肉身毀於兵刃之危，而元神飛昇。世俗意义等同于军人战死于战场。
兵解之說多流行於通俗小說如還珠樓主《蜀山劍俠傳》、古龍的《圓月彎刀》等。
- 火解

一般人稱被火燒死為火解。但道教的典籍中，指使用能显现自己身影的「灵丹」涂在「火炭」之上，他人见到自己身影，然后假裝“引火烧身”自焚而死（事實上，並未被火燒死）。
《无上秘要·尸解品》云：“以药涂火炭，则他人见形而烧死，谓之火解。”;
《云笈七籤》卷八十五 引《太极真人飞仙宝剑上经叙》称：“以录形灵丸涂火炭，则他人见形而烧死，谓之火解。”
- 水解

溺水而死。
《道迹灵仙记》说：“段季正，隐士也，晚从司马季主学道，渡秦川溺水而死，盖水解也。”
又称：“王进贤者，王衍之女也。遭石勒略……赴黄河，自誓不受辱，即投河中。时遇嵩山女仙韩西华出游，……救而度之，外示沉没，内实密济矣。”

## 流派观点
- 下品说

《抱朴子》葛洪將仙人分天仙、地仙和尸解仙三種。将尸解仙分為仙之下者。
《墉城集仙錄序》也提到尸解是劣等的成仙之道。